# Плотбище (Енисейский район)
Пло́тбище — село в Енисейском районе Красноярского края России. Административный центр Плотбищенского сельсовета.

## География
Село находится в юго-восточной части района, на левом берегу реки Кемь, на расстоянии приблизительно 8 км (по прямой) к западу от города Енисейск, административного центра района. Абсолютная высота — 90 м над уровнем моря.
Климат
Климат характеризуется как резко континентальный, с морозной продолжительной зимой. Средняя температура самого тёплого месяца (июля) составляет 24,4 °С (абсолютный максимум — 37 °С). Средняя температура самого холодного месяца (января) — −27,7 °С (абсолютный минимум — −59 °С). Среднегодовое количество атмосферных осадков составляет 460 мм. В тёплый период года (с апреля по октябрь) выпадает около 77 % осадков.
Часовой пояс
Село Плотбище находится в часовой зоне МСК+4. Смещение применяемого времени относительно UTC составляет +7:00.

## История
По данным 1926 года в селе имелось 108 хозяйств и проживало 492 человека (244 мужчины и 248 женщин). В национальном составе населения того периода преобладали русские. В административном отношении являлось центром Плотбищенского сельсовета Енисейского района Красноярского округа Сибирского края.

## Население
| 2010 |
| ---- |
| 346  |

Гендерный состав
По данным Всероссийской переписи населения 2010 года, в гендерной структуре населения мужчины составляли 48 %, женщины — соответственно 52 %.
Национальный состав
Согласно результатам переписи 2002 года, в национальной структуре населения русские составляли 92 % из 396 чел.

## Улицы
| - ул. Заречная, - ул. Лесная, - ул. Новая, - ул. Советская, | - ул. Солнечная, - пер. Школьный, - пер. Южный. |